# Patinoire Charlemagne
La patinoire Charlemagne est une patinoire de la ville de Lyon inaugurée le 28 avril 1967,. Elle est située dans le quartier de Perrache. D'une capacité de 3072 places assises, elle accueille de nombreuses compétitions nationales, internationales et des spectacles sur glace. Elle est aussi le siège du Lyon Hockey Club et le Club des Sports de Glace de Lyon, le club des champions olympiques Marina Anissina et Gwendal Peizerat, des champions du monde Isabelle Delobel et Olivier Schoenfelder.
Ce site est desservi par les tramways  et , station Sainte-Blandine.

## Histoire
Le projet de construction d'une patinoire est décidé par le conseil municipal de Lyon en 1964. Elle est commandée en 1967 aux architectes R. Roustit et C. Batton, assistés par Guy Morel à l'occasion de la candidature de Lyon aux Jeux olympiques.
Il s'agit de l'une des plus grandes patinoires de France : elle est en effet aux dimensions olympiques, soit 60 × 30 m. Le bâtiment mesure 80 x 70 m au sol et la toiture incliné vers l'arrière du bâtiment mesure 72 mètres de long. Les matériaux du bâtiment sont le béton armé, le verre et l'aluminium.
Le bâtiment subit des travaux d'extension en 2001, puis est rénové en 2006-2007 afin de le mettre en conformité avec les réglementations de sécurité, d'acoustique et d'accessibilité des personnes handicapées et d'améliorer ses performances énergétiques. 
La patinoire Charlemagne sert de modèle à d'autres bâtiments sportifs de l'agglomération lyonnaise, notamment les piscines de Vaise et Mermoz.
Elle est inscrite dans l'inventaire rhônalpin des bâtiments du XXe siècle ayant un intérêt architectural et devant être valorisés.
Sa « petite sœur » la patinoire Baraban, située à la limite de Lyon et Villeurbanne, est inaugurée le 27 octobre 1970 et sa capacité est de 200 places.

## Compétitions
La patinoire Charlemagne a accueilli plusieurs compétitions nationales et internationales :
| Dates                  | Compétition                                                                         | Discipline                          |
| ---------------------- | ----------------------------------------------------------------------------------- | ----------------------------------- |
| 1970                   | Championnats de France 1970                                                         | Danse sur glace                     |
| 23–28 février 1971     | Championnats du monde 1971 (entraînements)                                          | Danse sur glace Patinage artistique |
| 1972                   | Finale de la Coupe de France 1971-1972 (1re édition) Chamonix 8–2 Villard-de-Lans   | Hockey sur glace                    |
| 8–17 mars 1974         | Championnats du monde 1974 (Groupe C)                                               | Hockey sur glace                    |
| 1980                   | Finale de la Coupe de France 1979-1980 (9e édition) Pralognan-la-Vanoise 9–7 Meudon | Hockey sur glace                    |
| 2–7 février 1982       | Championnats d'Europe 1982 (entraînements)                                          | Danse sur glace Patinage artistique |
| octobre 1985           | Championnats de France 1986                                                         | Danse sur glace                     |
| 7–8 novembre 1987      | Championnats de France 1988                                                         | Danse sur glace                     |
| 29 mars – 8 avril 1990 | Championnats du monde 1990 (Groupe B)                                               | Hockey sur glace                    |
| 15–19 novembre 1994    | Trophée de France 1994                                                              | Danse sur glace Patinage artistique |
| 10–12 novembre 1995    | Championnats de France 1996                                                         | Danse sur glace                     |
| 18–20 décembre 1998    | Championnats de France 1999                                                         | Danse sur glace Patinage artistique |
| 13–16 janvier 2000     | Finale du Grand Prix ISU 1999-2000 (entraînements)                                  | Danse sur glace Patinage artistique |